# عبدالقادر اومور
عبدالقادر اومور (انگلیسی: Abdülkadir Ömür؛ زادهٔ ۲۵ ژوئن ۱۹۹۹) بازیکن فوتبال اهل ترکیه است.
از باشگاه‌هایی که در آن بازی کرده‌است می‌توان به باشگاه فوتبال ترابزون‌اسپور اشاره کرد.
وی همچنین در تیم‌های ملی فوتبال زیر ۲۱ سال ترکیه و ترکیه بازی کرده‌است.